# Catedral de Tréveris

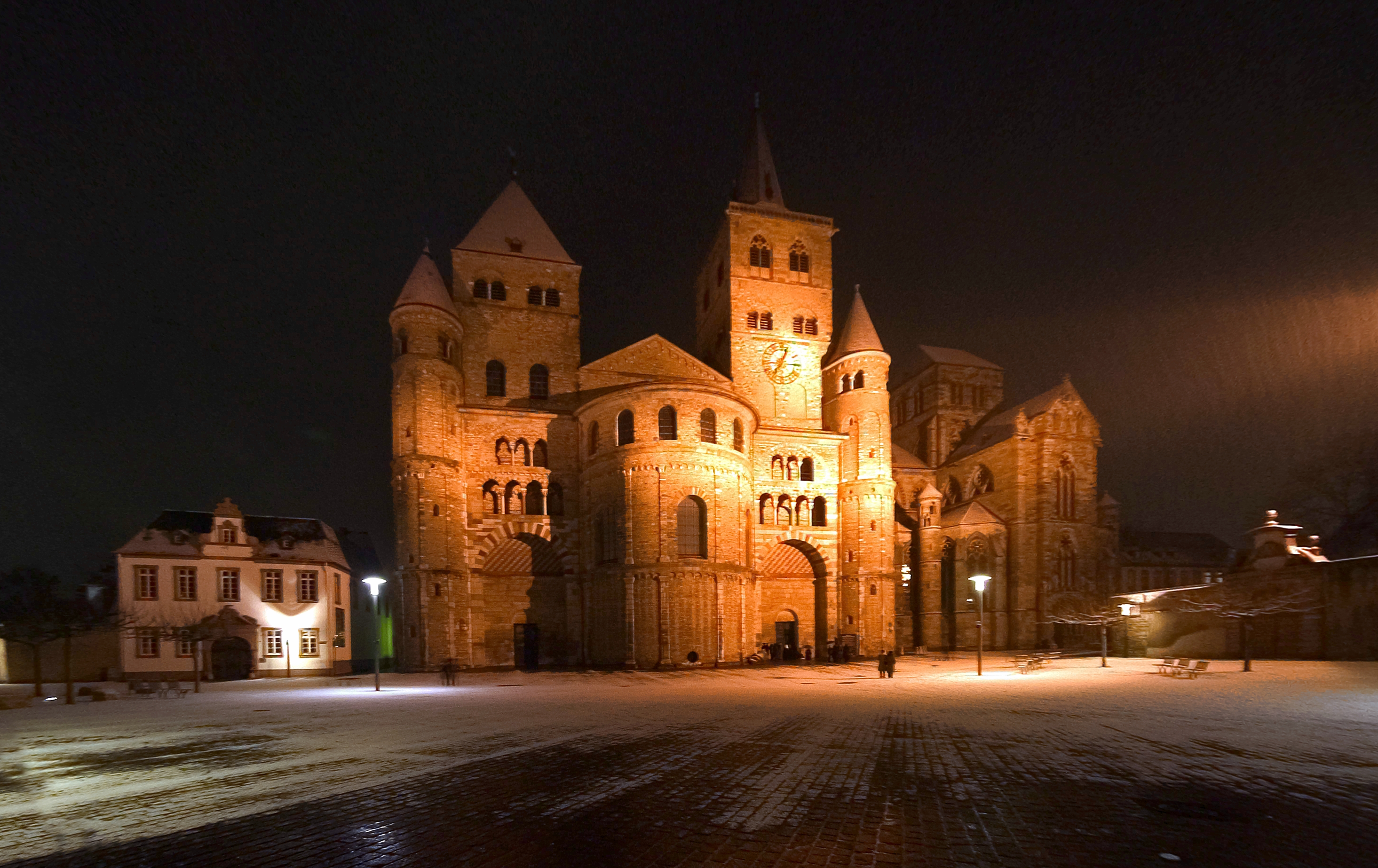
La catedral de Tréveris de noche.

La Catedral de San Pedro de Tréveris (en alemán, Dom St. Peter zu Trier) es una catedral católica bajo la advocación de san Pedro de la ciudad de Tréveris, en Renania-Palatinado (Alemania). Es la sede del obispo católico de Tréveris.

## Características
Se considera la iglesia más antigua de Alemania. La actual catedral incorpora los restos de una antigua iglesia del siglo IV. El edificio es notable por su extremadamente larga vida que abarca períodos diferentes, cada uno de los cuales aportó algún elemento a su diseño, incluido el centro de la capilla principal que está realizada con ladrillo romano colocado bajo la dirección de santa Elena, lo que da como resultado una catedral construida poco a poco a través de añadidos de diferentes épocas, en lugar de sucesivas reconstrucciones. Sus dimensiones, 112,5 por 41 metros, hacen de ella la estructura eclesiástica más grande de Tréveris. Tiene forma de basílica con triple nave, dos coros, transepto y siete torres.
En 1986, fue declarada como Patrimonio de la Humanidad por la Unesco, dentro del conjunto denominado Monumentos romanos de Tréveris (Porta Nigra, anfiteatro, basílica de Constantino, Barbarathermen, puente romano de Tréveris, termas imperiales y columna de Igel), catedral de Tréveris e iglesia de Nuestra Señora de Tréveris.

## Historia
La estructura se alza sobre los cimientos de edificios romanos de Augusta Treverorum. Según las fuentes medievales, Elena, madre del emperador Constantino (la futura santa Elena), donó su casa en la ciudad romana de Augusta Treverorum a Agricio, el obispo de Tréveris. Excavaciones arqueológicas revelaron la presencia bajo la catedral de casas habitadas, una de las cuales tiene un techo pintado que ha sido restaurado; el fresco se encuentra hoy en día en el museo episcopal. En 310-329, el obispo Agricio hizo construir una primera basílica, cuyos restos están bajo las oficinas de información (Dom information) en el exterior de la catedral. El obispo Maximino de Tréveris (329-346) coordinó la construcción del mayor conjunto de estructuras eclesiásticas de Occidente fuera de Roma: sobre un plano de planta baja, cuatro veces mayor que la superficie de la actual catedral, se construyeron nada menos que cuatro basílicas, un baptisterio y edificaciones anexas; los cuatro brazos de la cruz formaron el núcleo de la presente estructura. A partir de 340 se erige el edificio cuadrangular cuyas paredes forman el núcleo de la actual catedral.
La estructura del siglo IV quedó en ruinas tras el paso de los francos en la primera mitad del siglo V. El obispo Nicetio (526-561) hizo reconstruir el edificio cuadrangular y una parte de la iglesia septentrional por arquitectos italianos. Los normandos practicaron pillaje y dañaron seriamente el edificio en 882. Bajo el obispo Egberto (977-993), la catedral fue restaurada nuevamente. Hizo cubrir las dos columnas septentrionales del crucero del transepto por pilares cruciformes.

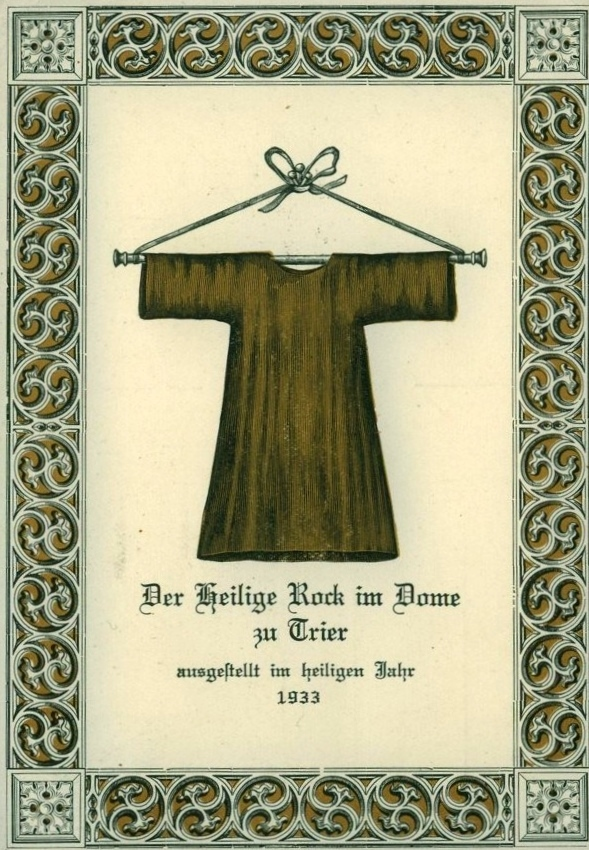
La Santa Túnica, en un libro piadoso de 1933.

Bajo el arzobispo Poppo von Badenberg y sus sucesores, la iglesia episcopal, las criptas y la fachada oeste se renovaron. El frente occidental en cinco secciones simétricas sigue siendo típica de la arquitectura románica bajo los emperadores salios. El coro del extremo occidental, con su semicilindro absidal expresado en la fachada exterior, se acabó en 1196. Este coro y su cripta son acogidos dentro del muro este del edificio cuadrangular. La catedral está dotada de un conjunto de bóvedas. El interior es de tres naves románicas con bóveda gótica.
Entre 1235 y 1270, se construyó la iglesia de Nuestra Señora sobre el emplazamiento de la antigua basílica meridional que es arrasada. El claustro data también de este período. El arzobispo Balduino (1307-1354) hizo elevar las dos torres este de la catedral. En 1515, es la torre suroeste la que se sobreeleva.
Al final de la guerra de los Treinta Años entre 1664 y 1668, el arzobispo Caspar von der Leyen restauró el interior del coro occidental en estilo barroco. Entre 1687 y 1699 Johann Hugo von Orsbeck hizo construir el frente de la capilla de la Santa Túnica, preciosa reliquia de la catedral. Entre 1702 y 1708, se añadió al coro una habitación consagrada previamente para albergar la reliquia.
Durante el siglo XIX se llevaron a cabo importantes trabajos de renovación con el objeto de devolver a la catedral su aspecto medieval. En el invierno de 1944-1945, la catedral, como el resto de la ciudad, resultó seriamente dañada durante los combates para la toma de la ciudad por las tropas aliadas. Entre 1960 y 1974, se realizaron los últimos trabajos de restauración, con la ordenación del altar conforme a la liturgia del Concilio Vaticano II. Este nuevo altar se consagró el 1 de mayo de 1974, y la catedral volvió a estar de servicio.

## Enterramientos

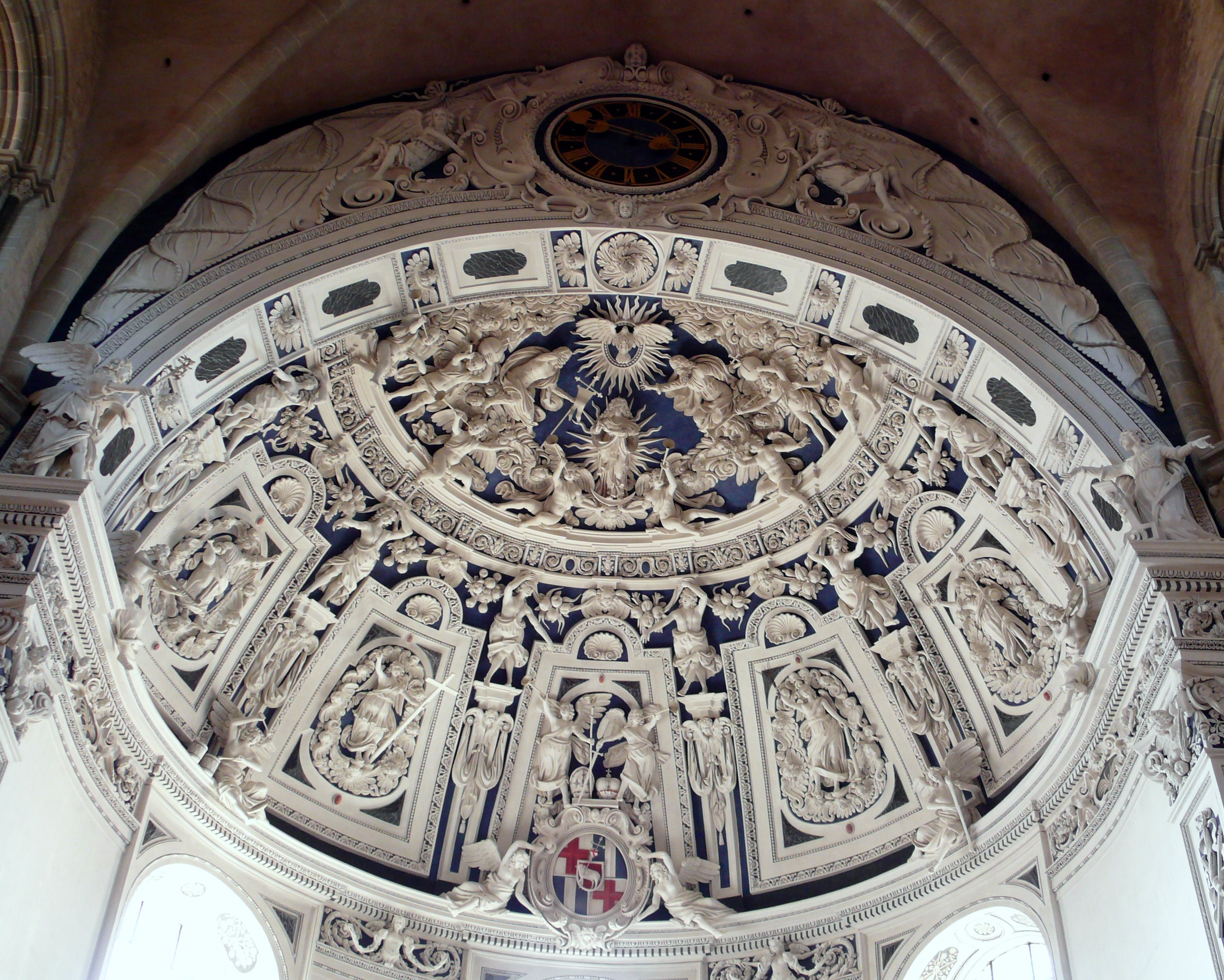
Obra de estuco barroca en la bóveda del coro del extremo occidental.

En el interior se ven magníficas obras de arte, como la tumba del enviado papal Ivo (1144), la sepultura del arzobispo Richard von Greifenclau (1531) o el relicario de la cabeza de santa Elena en la cripta de la catedral. 
Asimismo están enterrados:
- Bohemundo II (arzobispo de Tréveris)
- Balduino (arzobispo de Tréveris)
- Enrique I (arzobispo de Tréveris)
- Udo (arzobispo de Tréveris)
- Franz Georg von Schönborn-Buchheim